# Талмуд-тора

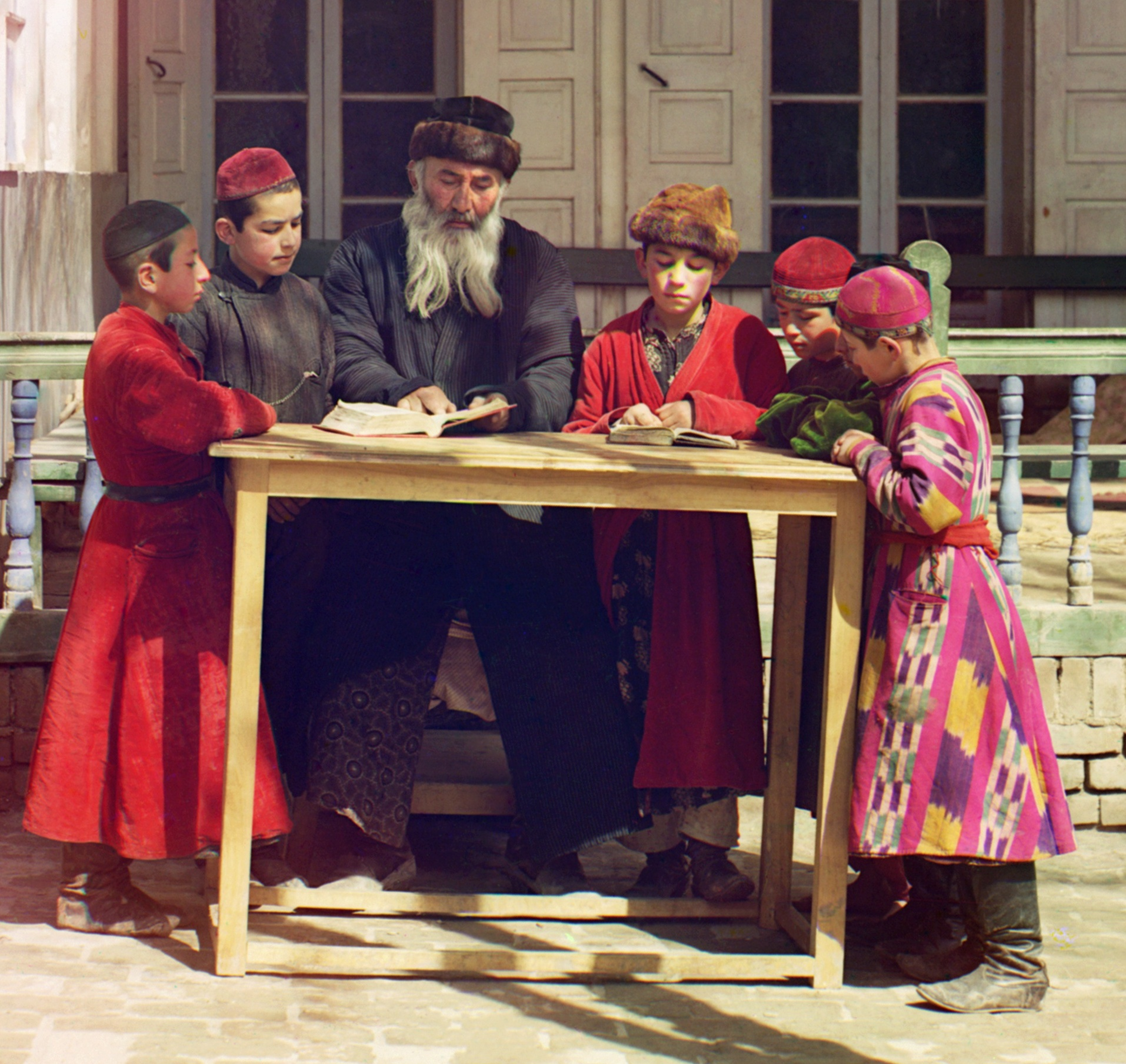
Талмуд-тора в Самарканде, 1910

Талмуд-тора (от идиш תּלמוד-תּורה‎, талмэтойрэ) — возникшие на исходе Средневековья в Европе еврейские религиозные учебные заведения для мальчиков из малообеспеченных семей, для подготовки к поступлению в иешиву.

## Происхождение
Изначально в таких школах обучались сироты-мальчики из неимущих семей, в то время как дети более состоятельных родителей посещали хедер. Также получили распространение в сефардских общинах, где в талмуд-торе учились мальчики всей общины. Учебными предметами были иврит, Тора и Талмуд; в разное время в программу включались и другие предметы, например, арифметика и письмо на идише.
В школах, созданных обществом для распространения просвещения в программу входила история, география, естествознание, гимнастика, ручной труд и др. Талмуд-тора подготавливала подростка к поступлению в иешиву; если к 14 годам он не обнаруживал способностей к учёбе, его отдавали на обучение ремесленнику или торговцу.